# Риняно сул'Арно
Риня̀но сул'А̀рно (на италиански: Rignano sull'Arno) е градче и община в централна Италия, провинция Флоренция, регион Тоскана. Разположено е на 118 m надморска височина. Населението на общината е 8792 души (към 2010 г.).